# Xiao Wen Ju
Xiao Wen Ju est un mannequin chinois né le 19 mai 1989 à Xi'an.

## Biographie
En 2010, alors qu'elle marche dans les rues de sa ville natale Xi'an, un agent de castings la repère et la pousse à participer à des castings. Elle signe alors un contrat avec l'agence IMG Models qui a trouvé une photographie d'elle sur internet et commence à travailler à Pékin, Hong Kong puis New York.
Alors que l'édition chinoise d'Harper's Bazaar sort un numéro consacré aux mannequins chinois, elle fait partie de celles qui ont été choisies pour être affichées en couverture de ce numéro spécial. Elle participe ensuite à son premier défilé lors de la New York Fashion Week automne/hiver 2011 pour la marque Honor et fait la campagne du grand magasin chinois Lane Crawford. La saison suivante, elle défile pour de nombreuses marques et créateurs différents, à New York, Paris et Milan, notamment Louis Vuitton, Hermès, Prada et DKNY.
Pendant la saison automne/hiver 2012, elle continue de défiler lors des semaines de la mode mais elle fait aussi la publicité d'Adidas, Kenzo et Dior. Après l'avoir sélectionnée pour son dernier défilé, Marc Jacobs la choisit aussi comme égérie,, ce qui est une première pour un mannequin asiatique. Cette carrière naissante dans le mannequinat pousse les éditions chinoises de Vogue et Numéro à la choisir pour figurer sur leurs Unes. Le site web spécialisé Models.com (it) la classe à la vingt-deuxième place de leur classement des mannequins les plus en vue du moment,.
Pour promouvoir sa collection printemps/été 2016, Tom Ford demande à Nick Knight de réaliser le clip de la reprise de la chanson I Want Your Love du groupe Chic par Lady Gaga. Xiao Wen Ju fait partie des mannequins choisis pour présenter les vêtements dans cette vidéo, aux côtés de Lucky Blue Smith, Lexi Boling (en), Aymeline Valade, Kayla Scott et Valery Kaufman (es).
En 2016, elle devient égérie de L'Oréal,,,. C'est en cette qualité qu'elle fait la promotion de la marque de cosmétiques lors d'événements comme le Festival de Cannes et prête son image à plusieurs publicités.
Elle défile pour le Victoria's Secret Fashion Show en 2016 à Paris, et en 2017 à Shanghai.